# الدوري اللاتفي الممتاز 1927
الدوري اللاتفي الممتاز 1927 (باللاتفية: 1927. gada Latvijas futbola Virslīgas sezona)‏ هو الموسم 7 من الدوري اللاتفي الممتاز. أشرف على تنظيمه اتحاد لاتفيا لكرة القدم، وكان عدد الأندية المشاركة فيه 4، وفاز فيه Olimpia Liepaja ‏.